# Wang Rui (Curlerin)
Wang Rui (chinesisch 王芮, Pinyin Wáng Ruì; * 9. Februar 1995 in Harbin) ist eine chinesische Curlerin. Derzeit spielt sie als Third im chinesischen Nationalteam.
Sie begann ihre internationale Karriere bei der Junioren-Pazifik-Asienmeisterschaft 2011, wo sie als Second im Team von She Qiutong Vierte wurde. Ihre erste Medaille gewann sie im darauffolgenden Jahr im Team von Jiang Yilun, als sie Dritte wurde. 2014 spielte sie als Third und gewann die Silbermedaille. Diesen Erfolg konnte sie 2015 wiederholen.
Bei der Pazifik-Asienmeisterschaft 2014 spielte sie als Lead im Team von Liu Sijia und gewann nach einem Finalsieg gegen Südkorea mit Skip Kim Eun-jung die Goldmedaille. Bei der Pazifik-Asienmeisterschaft 2015 gewann sie die Bronzemedaille.
Bei ihrer ersten Weltmeisterschaft 2014 spielte sie als Second für Liu Sijia und wurde Siebte. Es folgten ein fünfter Platz 2015 und ein elfter Platz 2017 (mit Skip Wang Bingyu).
2016 spielte sie zum ersten Mal bei der Mixed-Doubles-Weltmeisterschaft und gewann mit Ba Dexin die Silbermedaille. 2017 spielte sie wieder mit Ba und gewann die Bronzemedaille. Im Dezember 2017 sicherte sie China beim Olympischen Qualifikationsturnier in Pilsen als Third im Team von Wang Bingyu einen der beiden letzten Startplätze für den Wettbewerb der Frauenteams bei den Olympischen Winterspielen 2018 in Pyeongchang. Sie wurde jedoch nicht für die olympische Frauenmannschaft nominiert.
Wang konnte aber dennoch an den Winterspielen 2018 teilnahmen, da China sich durch die Erfolge bei den beiden Mixed-Doubles-Weltmeisterschaften für den erstmals ausgetragenen Mixed-Doubles-Wettbewerb qualifizierte. Zusammen mit Ba Dexin kam sie in Pyeongchang nach der Round Robin auf einen geteilten vierten Platz und musste gegen Norwegen einen Tie-Breaker um den Einzug in das Halbfinale spielen. Die Chinesen verloren das Spiel gegen Magnus Nedregotten und Kristin Skaslien 7:9 und wurden damit Fünfter. Nach dem positiven Dopingbefund bei Alexander Kruschelnizki und der Disqualifikation des Teams Olympic Athletes from Russia rückten sie auf den vierten Platz vor.
Bei der Weltmeisterschaft 2018 spielte sie als Third im von Jiang Yilun geführten Team und wurde Siebte. 